# Юдин, Геннадий Петрович
Геннадий Петрович Ю́дин (27 марта 1923, Москва — 13 ноября 1989, там же) — советский актёр театра и кино. Лауреат Сталинской премии третьей степени (1951).

## Биография
Геннадий Юдин родился 27 марта 1923 года в Москве. В 1945 году окончил ВТУ имени Б. В. Щукина, курс Веры Львовой. Юдин учился на курсе Бориса Захавы и Цецилии Мансуровой. Его однокурсниками были Владимир Этуш, Нина Архипова, Готлиб Ронинсон, Владимир Шлезингер.
В 1940—1946 годах в МАДТ имени Е. Б. Вахтангова. В 1946—1983 годах — в Театре-студии киноактёра в Москве. В кино снимается с 1946 года. Участвовал в дублировании иностранных фильмов.
Жил в Москве на улице Черняховского.
После смерти своей мамы Александры Андреевны тяжело болел и умер в одиночестве 13 ноября 1989 года. Похоронен в Москве, в колумбарии Донского кладбища.

## Фильмография
- 1946 — Наше сердце — немецкий лётчик
- 1947 — Русский вопрос — Паркер
- 1949 — Встреча на Эльбе — Дитрих
- 1949 — У них есть Родина — шофёр Курт
- 1951 — Тарас Шевченко — провокатор
- 1952 — Композитор Глинка — Гектор Берлиоз
- 1953 — Адмирал Ушаков — Д. Н. Сенявин
- 1953 — Корабли штурмуют бастионы — Д. Н. Сенявин
- 1953 — Серебристая пыль — Дик Джонс
- 1953 — Таинственная находка — Гурий Гагарка
- 1954 — Море студёное — Степан Шарапов
- 1956 — Пролог — Игнатий
- 1956 — Карнавальная ночь — дирижёр оркестра
- 1956 — Убийство на улице Данте — актёр
- 1956 — Урок истории — Генрих Ланге
- 1956 — В погоне за славой — Пётр Арефьев, инженер — главная роль
- 1959 — Василий Суриков — Лунёв
- 1960 — Ровесник века — Муромцев
- 1960 — Северная повесть — декабрист Щедрин / академик Щедрин
- 1961 — Орлиный остров — Вынту, археолог
- 1962 — Гусарская баллада — генерал
- 1962 — Капитаны голубой лагуны — иностранец
- 1962 — Остров Ольховый — Всеволод Николаевич
- 1964 — До завтра — Стрикленд
- 1965 — Клятва Гиппократа — Бурмин
- 1965 — Чёрный бизнес — майор Кравцов
- 1966 — Айболит-66 — пират
- 1967 — Весна на Одере — Середа
- 1967 — Происшествие
- 1967 — Софья Перовская — Кох
- 1967 — Эта твёрдая земля — Андрей
- 1968 — Ошибка Оноре де Бальзака — граф Орлов
- 1969 — Почтовый роман — Сикорский
- 1970 — Конец атамана — Юхан
- 1970 — Морской характер — контр-адмирал
- 1970 — Ватерлоо — Шикта
- 1971 — Мальчики — композитор
- 1971 — Цена быстрых секунд — Тихон Трошин
- 1972 — Ни дня без приключений — начальник милиции
- 1972 — Пятьдесят на пятьдесят — Кульчер
- 1973 — Попутный ветер — Петров
- 1975 — Концерт для двух скрипок — отец Риты
- 1976 — «SOS» над тайгой — Сергей Петрович Симагин
- 1976 — Дума о Ковпаке — ксёндз
- 1977 — Судьба — немецкий военврач
- 1977 — Хочу быть министром
- 1978 — Кровь и пот — Дьяков

### Дублирование
- 1957 — 12 разгневанных мужчин — Присяжный № 11 (играет Джордж Восковец)
- 1963 — Девушка из банка — Рогульский (играет Пётр Павловский)
- 1967 — Сергей Лазо — командир Вишняков (играет Лев Поляков)
- 1967 — Золтан Карпати — Даброни (играет Дьёрдь Барди)
- 1971 — Принц Баяя — Король (играет Густав Опоченский)

## Награды и премии
- Сталинская премия третьей степени (1951) — за исполнение роли шофёра Курта в фильме «У них есть Родина» (1949).